# 류승번
류승번(柳升蕃, 1926년 2월 24일~2023년 12월 10일)은 대한민국의 정치인이다. 제13대 국회의원을 지냈다. 본관은 전주. 자는 성립(成立), 호는 동호(東湖)이다.

## 학력
- 일본동경공옥사공업학교 토목과 5년 졸업
- 영남대학교 법학과 3년 중퇴

### 비학위 수료
- 성균관대학교 경영대학원 최고경영자과정 수료
- 연세대학교 산업대학원 산업고위자과정 수료

### 명예 박사 학위
- 미국 ST.THOMAS UNIVERSITY 명예 경영학 박사 취득

## 경력
- 홍익제지공업주식회사 대표이사
- 국제사면위원회(AMNESTY) 한국지부 이사
- 새마을지도자 서울특별시협의회 자문위원장
- 광복회원(애국지사유족)
- 국제라이온스협회한국(309)A지구총재
- 한국문화재보존기술진흥협회회장
- 한일의원연맹 안보외교위원회 부위원장
- 민자당,신한국당,한나라당 국책자문위원
- 대한민국헌정회고문,이사

## 역대 선거 결과
| 실시년도 | 선거  | 대수 | 직책     | 선거구 | 정당       | 득표수      | 득표율         | 순위       | 당락 | 비고 |
| -------- | ----- | ---- | -------- | ------ | ---------- | ----------- | -------------- | ---------- | ---- | ---- |
| 1988년   | 총선  | 13대 | 국회의원 | 전국구 | 통일민주당 | 4,680,175표 | \| \| 23.8% \| | 전국구 4번 |      | 초선 |
|          | 23.8% |      |          |        |            |             |                |            |      |      |